# Nespelem (Volk)
Die Nespelem (auch Nespelim oder Nespilim) sind eine der 12 Gruppen, die zu den als Indianerstamm in den USA anerkannten Confederated Tribes of the Colville Indian Reservation in Washington gehören. Sie lebten ursprünglich am namengebenden Nespelem River, der in den Columbia mündet.
Sie zählen kulturell zu den Binnen-Salish und sind nahe mit den Sanpoil verwandt, die wenige Kilometer weiter columbiaaufwärts lebten. Der Name ist eine Selbstbezeichnung und bedeutet „weite, offene Wiese“, „dürrer Hügel“ oder „offene Prärie“.
Unter Skolaskin, einem Propheten, leisteten sie Widerstand gegen Missionierung und Eingliederung in das heutige Colville-Reservat. Heute sind die Nespelem weitgehend mit den übrigen Colville-Stämmen vermischt, ein eigener Stamm existiert nicht mehr.

## Geschichte

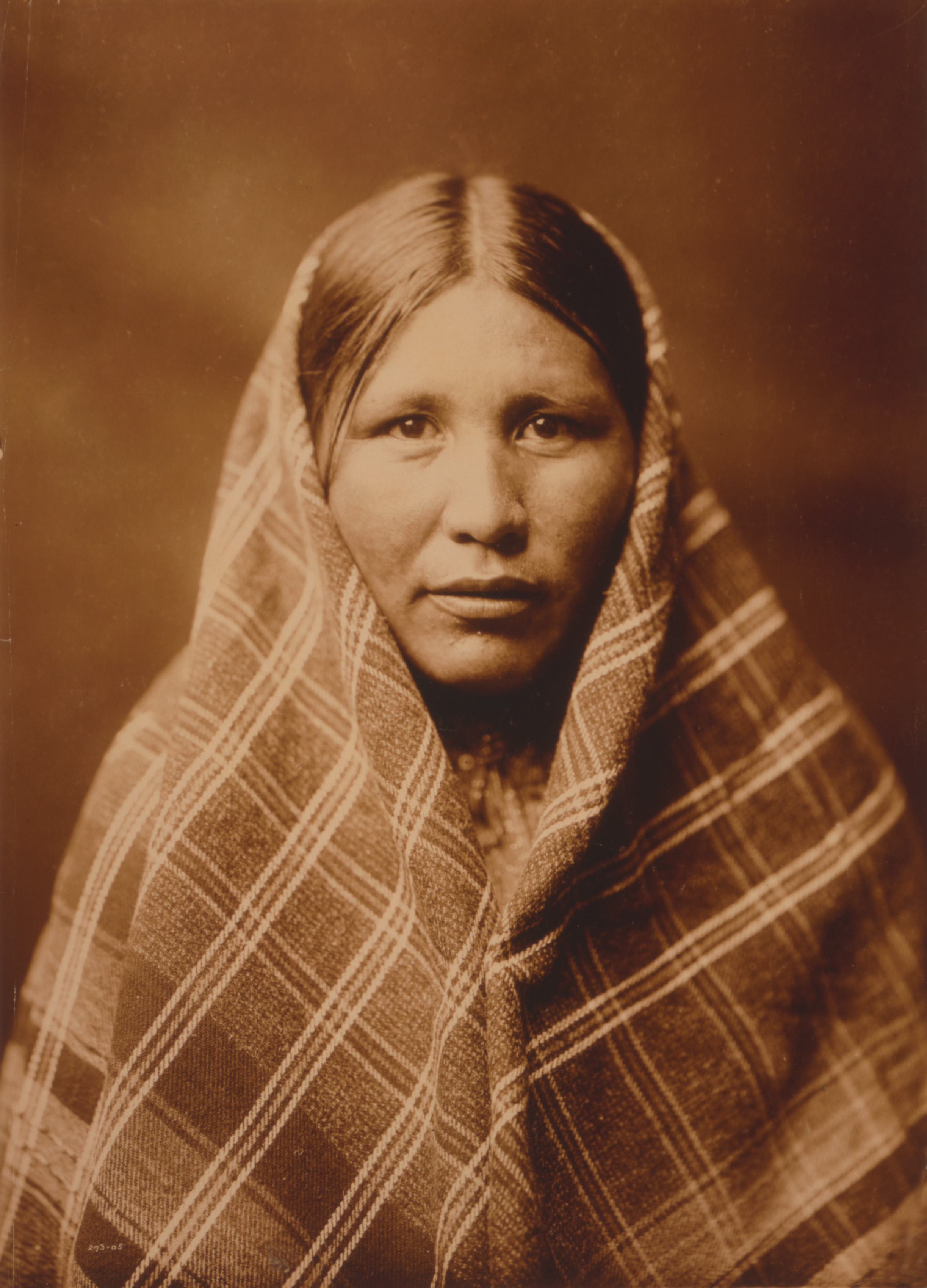
Nespelemfrau, fotografiert von Edward Sheriff Curtis im Jahr 1911

Als Nespelem-Dörfer gelten Haimisahun, eine Sommersiedlung der Suspiluk am nördlichen Columbia River, rund 800 m oberhalb der Einmündung des Nespelem, dann Masmasalimk, eine Siedlung der Smasmasalimkuwa, rund 2,5 km oberhalb von Skik.
Die Snekuktshiptimuk lebten in Nekuktshiptin am heutigen Condon’s Ferry, ebenfalls am Nordufer des Columbia. In Nspilem saßen die Snspiluk, zwischen den Wasserfällen und der Mündung des Nespelem. In Salkuahuwithl lebten die Salkuahuwithlau, gegenüber dem heutigen Barry. Rund einen Kilometer oberhalb lag Skik, wo die gleichnamige Gruppe lebte. Dazu kamen Fischgründe, wie Skthlamchin, wo die Salkuahuwithlau gegenüber der Einmündung des Grand Coulee fischten.
In der mündlichen Überlieferung hat sich der Ausbruch des Mount St. Helens von 1800 als schwerer Aschenregen erhalten.
Ähnlich wie mit den nahe verwandten Sanpoil schlossen die USA keinen Vertrag mit den Nespelem, so dass bei ihnen auch kein Indianeragent tätig war. Als die Colville Reservation eingerichtet wurde, wehrten sich die beiden Stämme, auf deren Gebiet dies geschehen sollte, dagegen. Sie lehnten Jahreszahlungen ab und verweigerten auch Angaben über die Zahl der Stammesangehörigen. Ihr Widerstand war zugleich religiös begründet, da bei ihnen die Dreamer-Religion verbreitet war, gegen die katholische Missionare auftraten.
Die indigene Religion wurde durch das Erdbeben vom 14. Dezember 1872 bestärkt. An diesem Tag stürzte ein Fels in den Chelan River und staute das Wasser auf, so dass die Dörfer überaus schnell überschwemmt wurden. Skolaskin hatte die Katastrophe vorhergesagt, und bedrängte nun die traditionellen Häuptlinge in der Region. Allerdings ließ er die Lachshäuptlinge (salmon chiefs), die während der Fangsaison die Dörfer organisierten, unbehelligt. Er lehrte einen neuen Gott, verbot den Tanz, bekämpfte die Sünden des Alkoholkonsums, des Spiels und der Eitelkeit. An Sonntagen durften die Gesichter nicht bemalt werden, man durfte noch nicht einmal sein Spiegelbild im Wasser betrachten. Er bildete Missionare aus und reiste selbst den Columbia hinunter, musste dabei allerdings vom Pferd aus predigen, da er stark gehbehindert war. Er behauptete, eine Reise ins Jenseits unternommen zu haben und von Gott gerettet worden zu sein; er glaubte an ein nahes Ende der Welt und mindestens einmal zerstörten die Gläubigen ihre Angelgeräte.
Während die amerikanische Regierung über ihre Agenten mit den verschiedenen Stämmen um die Einrichtung eines Reservats für mehrere dieser Gruppen verhandelte, ging es auch um die konfessionellen Entscheidungen. Methow, einige Spokane und Sanpoil bevorzugten die protestantische Konfession und sollten daher ein Reservat getrennt von den katholischen Stämmen erhalten. Der Indianeragent schlug vor, die etwa sechs Führer der Indianerreligion zu verbannen. Das würde ausreichend Schrecken verbreiten, denn ein Indianer fürchte nichts mehr, als von Heimat und Familie getrennt zu werden. Häuptling Quetalikin sei zwar ein guter Mann, habe aber seinen Einfluss an den Propheten Skolaskin verloren. Skolaskin begann inzwischen eine Arche zu bauen, in der der Stamm die erwartete Sintflut überleben sollte. Diese Arche sollte mehr als 20 mal 50 m messen, doch wurde sie nie fertiggestellt. Die dazu nötigen Werkzeuge erwarb man gegen Vieh und Gold, kaufte jedoch nicht bei der Colville-Reservatsverwaltung, weil Skolaskin mit der US-Regierung nichts zu tun haben wollte.
Vehement wehrte sich Skolaskin gegen die Mission, vor allem der Katholiken, die seit 1838 in der Region wirkten, ein Jahr vor der Geburt des Propheten. Nach dem Whitman-Massaker von 1847 waren die protestantischen Missionare aus der Region verschwunden. Von den Kettle Falls, einem zentralen Fangplatz der Binnen-Salish für Lachse, dehnten die Missionare 1853 ihre Missionstätigkeit zu den Sanpoil aus und impften sie gegen die Pocken. Wie die Missionare erkannten, war der Schutz gegen die Pocken, denen Katholiken nicht zum Opfer fielen, während etwa nicht-christlich gebliebene Spokane zu Hunderten daran starben, ein gewichtiges Argument für eine Taufe. Eine der missionierten Gruppen von Kettle Falls brachte allerdings die Pocken columbiaaufwärts, und danach verzichteten die Sanpoil auf die Taufe, und auch darauf, die Missionsstation an den Kettle-Fällen überhaupt aufzusuchen. Ein Prediger namens Slaybebtkud hatte nach 1850 erstmals gegen das Übel, das die Weißen bringen würden, gepredigt. Ein weiterer, ebenfalls ein Angehöriger der Upper Skagit, Haheibalth, predigte in den 60er und 70er Jahren. Ab 1872 war nun Skolaskin für mehrere Jahrzehnte bei den Nespelem vorherrschend, dem die Spokane allerdings skeptisch gegenüberstanden.
Skolaskin führte rund 200 Anhänger. Dabei waren die Sanpoil 1877 durchgängig seine Anhänger, während die Nespelem gespalten waren. Einer der katholischen Missionare berichtet von 40 „Ungetreuen“ und 35 Gläubigen. Während des Aufstands der Nez Perce hielten sich die Skolaskin-Anhänger abseits. Sie durften sogar weiterhin Waffen und Munition in Walla Walla erwerben. Angesichts der starken Truppenansammlungen der US-Armee erklärten die Stämme ihr Einverständnis mit der Einrichtung eines Reservats, der späteren Colville Reservation. 1887 verhandelte die Regierung mit den Nez Percé über ihre Ansiedlung im Nespelem-Tal. Skolaskins Anhänger wollten diese neue Gruppe genauso wenig dulden, wie zuvor die von Chief Moses. In Verhandlungen am 21. Juli 1887 fragte Skolaskin, warum die US-Regierung feindliche Häuptlinge, wie Chief Moses und Chief Joseph in seinem Land ansiedeln wollten. Am 21. November 1889 wurde Skolaskin verhaftet, und Anfang 1890 auf Alcatraz eingeliefert. Am 10. April 1891 veröffentlichte der San Francisco Chronicle einen Artikel, der sich den Forderungen nach Rückkehr anschloss. Skolaskin kehrte Mitte des nächsten Jahres zurück.

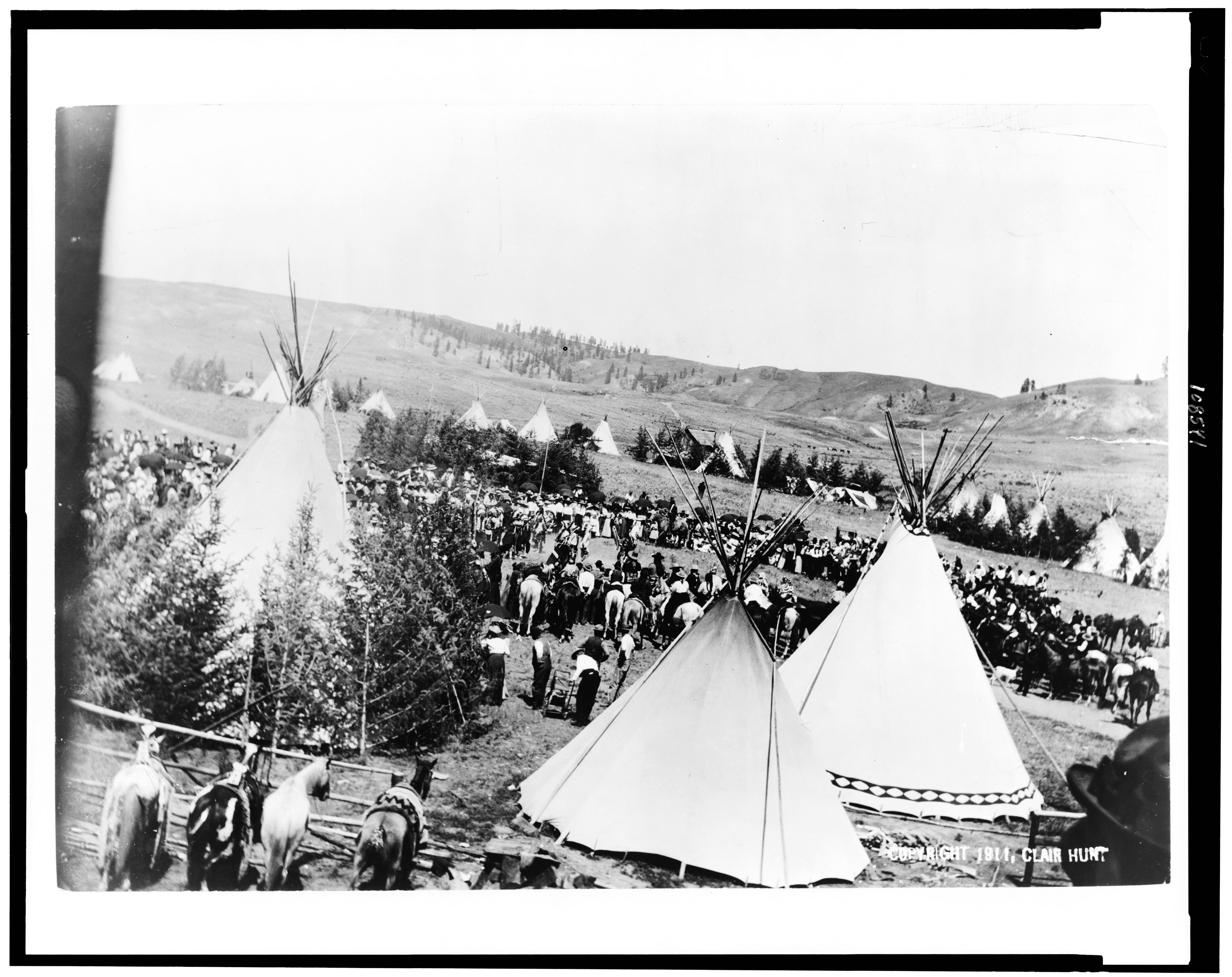
Zuschauer sammeln sich, um einem zeremoniellen Tanz der Nespelem beizuwohnen, 1911

Anfang des 20. Jahrhunderts begriffen auch die Regierungsvertreter, dass Sanpoil und Nespelem zwei getrennte Stämme waren, die sie allerdings bis dahin immer als einen Stamm betrachtet hatten. Nun wurden sie als Stämme anerkannt, wenn dies auch nur darin seinen Grund hatte, dass die Sanpoil weiterhin traditionell von Jagd und Fischfang lebten, während sich die Nespelem auf Ackerbau konzentrierten. Sie galten daher als „unternehmend“ oder „fleißig“ („industrious“), was wohl auf den starken Einfluss von Qui Qui Sha oder Nespelem George (1863 bis 1929) zurückzuführen war. Er war der Führer einer der beiden Familien, die um Nespelem lebten; der zweite war Johnny Frank. Der Einfluss von Nespelem George war so groß, dass als einer der letzten Indianer, die sich zur völlig veränderten Lebensweise und Religion neigten, Skolaskin, zwar 1918 von Pater Celestine Caldi, dem Jesuiten von St. Rose’s Church in Keller taufen lassen wollte, doch seine langen Haare sollte Nespelem George persönlich abschneiden. Das Grab von Nespelem George befindet sich heute auf dem Sacred Heart Cemetery. Skolaskin starb am 30. März 1922.
Schon 1892 zählte man nur noch 62 Nespelem, 1905 nur noch 41, fünf Jahre später 46, 1913 wiederum 43 Nespelim. 1959 galten nur noch 25 Menschen als „reine“ Nespelem, davon lebten 17 innerhalb des Reservats.